# Malocampa sorex
Malocampa sorex är en fjärilsart som beskrevs av William Schaus 1906. Malocampa sorex ingår i släktet Malocampa och familjen tandspinnare. Inga underarter finns listade i Catalogue of Life.